# Mulu Solomon Bezuneh
Mulu Solomon Bezuneh (* 1958 in Äthiopien) ist eine äthiopische Diplomatin, Unternehmerin und Autorin. Sie wurde im Juni 2019 Botschafterin ihres Landes in Berlin.

## Werdegang
Mulu Solomon Bezuneh absolvierte ein Bachelorstudium in Rechnungswesen und erhielt den Mastertitel in Umwelt und Entwicklung der Universität Addis Abeba. Sie arbeitet an einer Dissertation mit dem Thema Frieden und Sicherheit.
Bezuneh war vor ihrem Eintritt in den diplomatischen Dienst Hochschullehrerin für Unternehmensführung an der Universität Addis Abeba. Zuvor hatte sie Führungspositionen in Unternehmen, bei Verbänden und im öffentlichen Sektor inne. Sie war als erste Frau Präsidentin der Äthiopischen Kammer für Handel und Branchenverbände (ECCSA). Bezuneh war Vizepräsidentin der Panafrikanischen Industrie- und Handelskammer und stellvertretende Vorsitzende des Wirtschaftsrats der COMESA sowie Beraterin von IWF/Weltbank und der Internationalen Rotkreuz- und Rothalbmond-Bewegung.
Mulu Solomon Bezuneh wurde am 11. Juni 2019 zur außerordentlichen und bevollmächtigten Botschafterin der Demokratischen Bundesrepublik Äthiopien in Deutschland akkreditiert. Nebenakkreditierungen erhielt sie für Polen, Tschechien, die Slowakei und die Ukraine.
Bezuneh spricht Englisch, Amharisch und Oromo. Sie ist verheiratet und Mutter von drei Kindern. Bezuneh veröffentlichte ein Buch über Zeitmanagement und drei Gedichtbände. Sie gründete die Vereinigung äthiopischer Schriftstellerinnen und amtierte als Präsidentin.

## Schriften und Werke
Sachbuch:
- Kebra gizé, kebra saw. Addis Abeba 2016.

Gedichtbände in Amharisch:
- Gizé ʼenā léloč geṭmoč. Addis Abeba 1994.
- Senkferé. Yaqené madbal ʼand. 2004.

Gedichtband in Oromo:
- Sinbirroo. Walaloofi ciigoo. 2008.